# Basquiat (película)
Basquiat es una película estadounidense dramática-biográfica de 1996 dirigida por Julian Schnabel. Está basada en la vida del artista posmoderno [cita requerida] y neoexpresionista estadounidense Jean-Michel Basquiat. Basquiat, nacido en Brooklyn, utilizaba sus habilidades en el grafiti como base para crear pinturas estilo collage en telas.
Jeffrey Wright interpreta a Basquiat y David Bowie interpreta al amigo y mentor de Basquiat, Andy Warhol. El reparto también incluye a Gary Oldman como Albert Milo (una versión ficticia del propio Schnabel), Michael Wincott como el poeta y crítico de arte Rene Ricard, Dennis Hopper como Bruno Bischofberger, Claire Forlani como Gina Cardinale (novia de Basquiat), Courtney Love, Benicio del Toro, Willem Dafoe y Christopher Walken en papeles secundarios.
La película fue escrita por Michael Holman y Schnabel mientras que Lech J. Majewski y John F. Bowe recibieron crédito por el argumento y Michael Thomas Holman recibió crédito como desarrollador del argumento.

## Reparto
- Jeffrey Wright como Jean-Michel Basquiat.
- David Bowie como Andy Warhol.
- Benicio del Toro como Benny Dalmau.
- Gary Oldman como Albert Milo.
- Michael Wincott como René Ricard.
- Claire Forlani como Gina Cardinale.
- Dennis Hopper como Bruno Bischofberger.
- Elina Löwensohn como Annina Nosei.
- Tatum O'Neal como Cynthia Kruger.
- Courtney Love como Big Pink.
- Christopher Walken como el entrevistador.
- Willem Dafoe como el electricista.
- Parker Posey como Mary Boone.
- Sam Rockwell como el matón.
- Rockets Redglare como Rockets.
- Michael Badalucco como el camarero de Deli.
- Joseph R. Gannascoli como el guardia del hospital.
- Vincent Gallo como él mismo/invitado de la fiesta.